# Улица Героев Рыбачьего

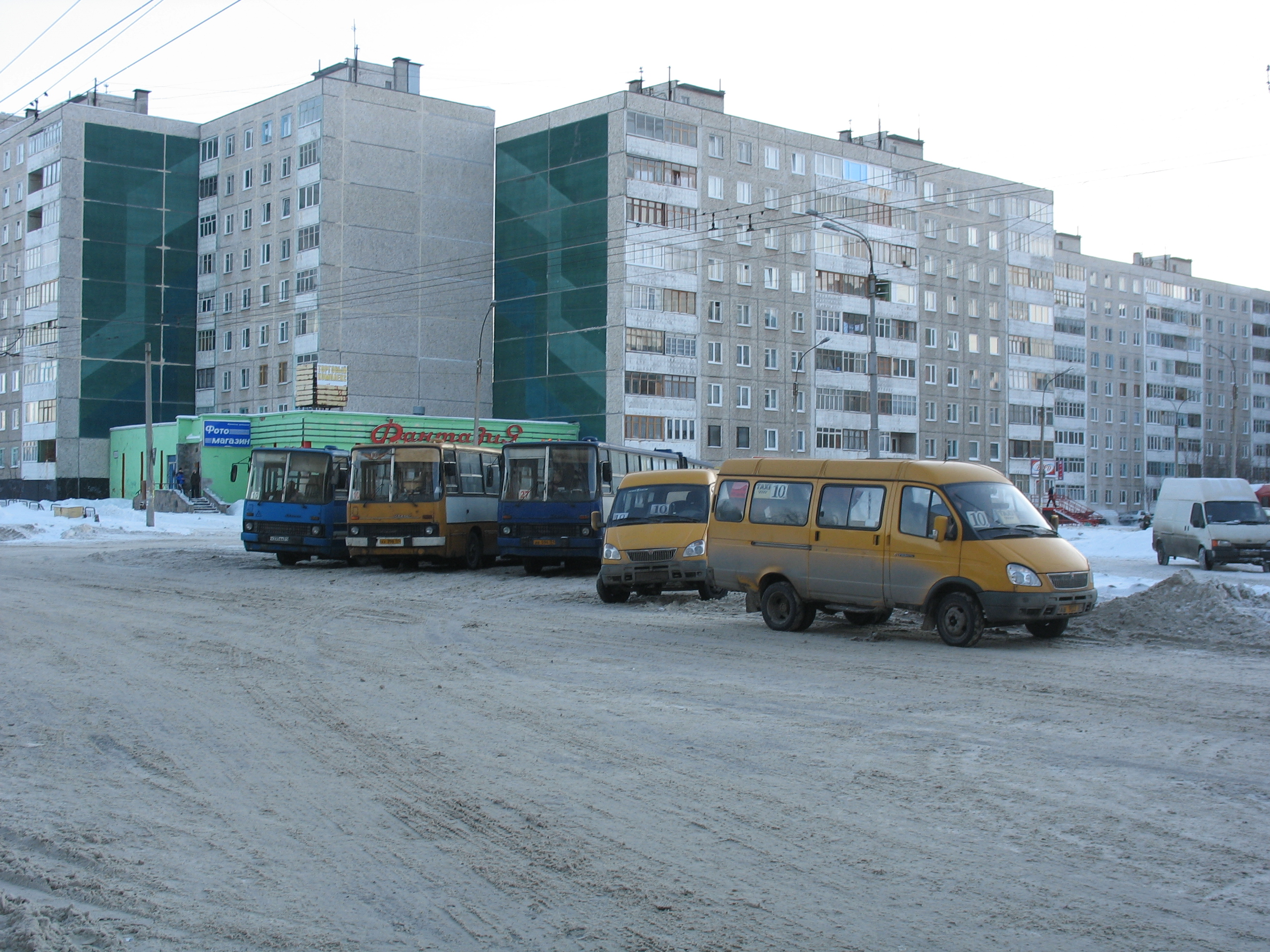
Ул. Героев Рыбачьего (конечная маршрута № 10)

Улица Героев Рыбачьего — улица в Мурманске. Начинается у Кольского проспекта — там, где высится здание АТС-9 (1985 г.), находятся отделение связи, филиал Сбербанка и аптека; восточнее почти под прямым углом поворачивает на юг и тянется к перекрестку с улицами Капитана Копытова и Шабалина. На всем этом участке застроена лишь западная её сторона, восточную сторону занимает воинская часть.
Улица получила название 20 февраля 1975 года в честь подвига воинов, оборонявших полуостров Рыбачий.
Наряду с жилыми домами здесь детские учреждения, магазины, прачечная, школы № 31 и № 42, два отделения связи. Сюда, в конец улицы, ведут троллейбусные маршруты № 6 и № 10, автобуса № 10.
Район расположения улицы — бывший поселок Южное Нагорное, один из старейших микрорайонов Мурманска. В 70—80-х годах, при обновлении этой части города, поселок полностью преобразился и сейчас входит в черту современных 308—312-го кварталов. В память о подвиге пехотинцев, артиллеристов и моряков — защитников «гранитного линкора» — на одном из домов улицы установлена мемориальная доска.